# Henrique de Battenberg
Henrique Maurício de Battenberg (Milão, 5 de outubro de 1858 – Serra Leoa, 20 de janeiro de 1896) foi um príncipe germânico da Casa de Battenberg, filho do príncipe Alexandre de Hesse e Reno e sua esposa morganática Julia de Hauke. Tornou-se um membro da família real britânica ao se casar, em 1885, com a princesa Beatriz do Reino Unido, a filha mais nova da rainha Vitória do Reino Unido e do príncipe Alberto de Saxe-Coburgo-Gota. Eles tiveram quatro filhos: Alexandre, Vitória Eugênia, Leopoldo e Maurício.
Através de sua filha Vitória Eugênia (que se tornou rainha consorte da Espanha), Henrique é ancestral direto da atual família real espanhola, sendo bisavô do rei emérito Juan Carlos, e trisavô do atual rei Filipe VI da Espanha.

## História familiar
Henrique nasceu em Milão, Itália. Seu pai foi o príncipe Alexandre de Hesse e Reno, o terceiro filho de Luís II, Grão-duque de Hesse, e de Guilhermina de Baden. Sua mãe foi a condessa Julia de Hauke, filha do militar Hans Moritz von Hauke e protegida do czar Alexandre II.
Como o casamento de seus pais era morganático, pois Júlia não era considerada uma esposa ideal para um príncipe, Henrique foi estilizado, ao nascer, como Sua Alteza Ilustríssima conde Heinrich de Battenberg. Entretanto, em 21 de dezembro de 1858, sua mãe foi titulada Princesa de Battenberg, com o estilo de Sua Alteza Sereníssima. Henrique herdou tal título, passando a ser Sua Alteza Sereníssima  príncipe Henrique de Battenberg.
Henrique é sobrinho da czarina Maria de Hesse e Reno, que era irmã de seu pai e esposa do czar Alexandre II da Rússia; por isso, Henrique era primo direto do czar Alexandre III e da grã-duquesa Maria Alexandrovna da Rússia. O grão-duque Luís IV de Hesse também era seu primo direto, filho de outro irmão de seu pai, Carlos de Hesse e Reno. 
Através de seu irmão Luís de Battenberg, Henrique foi tio de Luísa Mountbatten, rainha consorte da Suécia (filha de Luís de Battenberg) e tio-avô do príncipe Filipe, Duque de Edimburgo (marido da rainha Isabel II do Reino Unido). 
Tendo recebido uma educação militar, Henrique foi comissionado como tenente no 1.° regimento dos Hussardos do Reno.

## Casamento

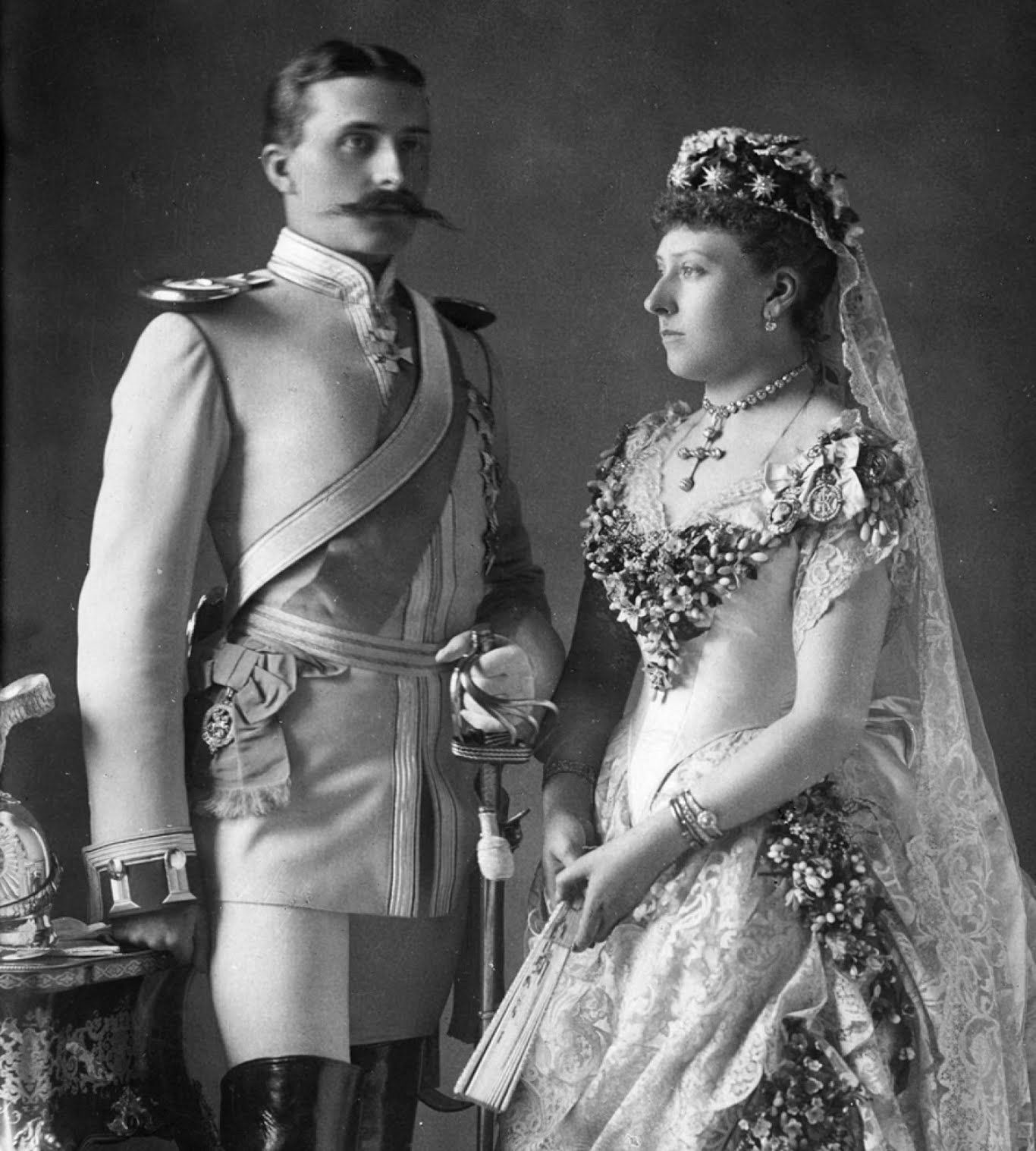
Henrique e Beatriz em seu casamento

Por causa de sua relação com a casa grão-ducal de Hesse, os Battenbergs tiveram contato próximo com várias famílias reais e nobres da Europa, incluindo a família real britânica. O irmão mais velho de Henrique, Luís de Battenberg, tinha desposado a princesa Vitória de Hesse e Reno, uma prima de primeiro grau e neta da rainha Vitória. 
Em 1884, o príncipe Henrique ficou noivo da princesa Beatriz, quinta filha da rainha Vitória e do príncipe Alberto de Saxe-Coburgo-Gota. A rainha aceitou o casamento, desde que os noivos vivessem perto dela, em Osborne House.
O príncipe Henrique e a princesa Beatriz se casaram no dia 23 de julho de 1885, na Igreja de St. Mildred, em Whippingham, Ilha de Wight. No dia de seu casamento, a rainha concedeu a Henrique o estilo de Sua Alteza Real, a fim de "igualar" as posições entre ele e sua esposa. Tal estilo só era válido no Reino Unido, e no mesmo dia um projeto de lei para naturalizar como britânico o príncipe Henrique foi aprovado na Câmara dos Lordes.
A rainha titulou seu novo genro como Cavaleiro da Jarreteira e fê-lo membro do Conselho Privado do Reino Unido. Ele também se tornou coronel da armada britânica e mais tarde capitão-geral e governador do Castelo de Carisbrooke, na Ilha de Wight.
O príncipe e a princesa Henrique de Battenberg, como foram estilizados, tiveram quatro filhos, os quais foram autorizados pela rainha, em 13 de dezembro de 1886, a usar o estilo Alteza, válido somente no Reino Unido.

## Morte

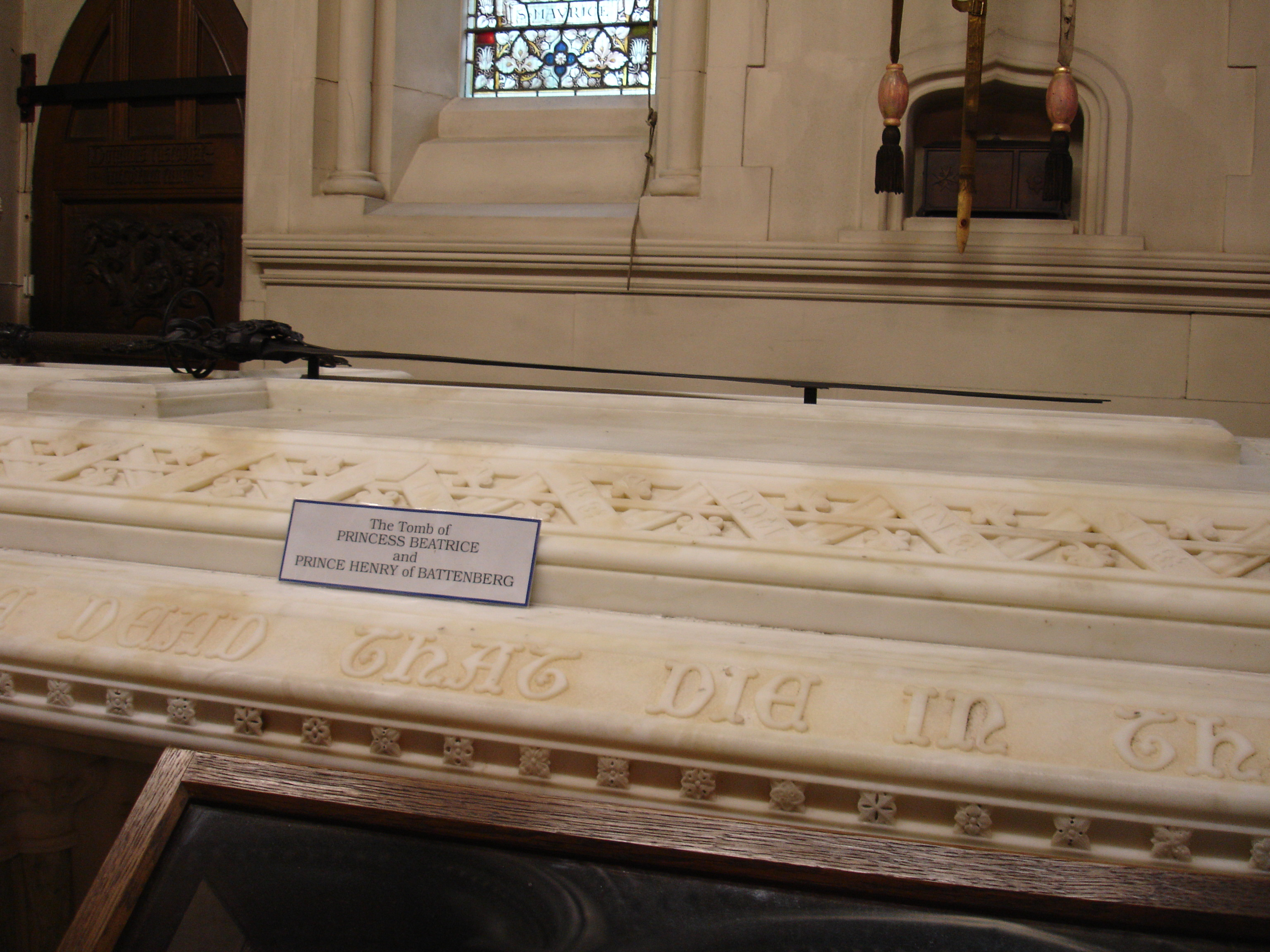
Tumba de Henrique e Beatriz na Igreja de Santa Mildrith

Em novembro de 1895, o príncipe Henrique convenceu a rainha Vitória a deixá-lo participar da Guerra de Ashanti, no oeste da África. Ele serviu como secretário militar do comandante-em-chefe das forças britânicas, o general sir Francis Scott. Tendo contraído malária quando a expedição chegou a Prahsu, a trinta milhas de Kumasi, ele morreu no dia 20 de janeiro de 1896, aos trinta e sete anos de idade, a bordo do cruzeiro HMS Blonde, fora da costa de Serra Leoa. Seu corpo foi trazido pelo HMS Blenheim das ilhas Canárias, e seu funeral ocorreu em 5 de fevereiro de 1896, na Igreja de St. Mildred, onde havia se casado. Seus restos mortais estão na chamada Capela Battenberg, onde sua esposa e seu filho mais velho foram enterrados em agosto de 1945 e em julho de 1961, respectivamente.

## Títulos, estilos, honras e brasão

Monograma real de Henrique e Beatriz

### Títulos e estilos
- 5 de outubro de 1858 - 21 dezembro de 1858: "Sua Alteza Ilustríssima, o Conde Henrique de Battenberg"[11]
- 21 de dezembro de 1858 - 22 de julho de 1885: "Sua Alteza Sereníssima, o Príncipe Henrique de Battenberg"[11]
- 22 de julho de 1885 - 20 de janeiro 1896: "Sua Alteza Real, o Príncipe Henrique de Battenberg"[12][11]

### Honras
Honras Britânicas
- KG: Cavaleiro da Ordem da Jarreteira, 1885[12][11]
- PC: Conselheiro Privado do Reino Unido, 1894

Honras estrangeiras
- Cavaleiro Grã-Cruz, Ordem de Filipe, o Magnânimo[13]

### Brasão
| Brasão de Henrique de Battenberg |

## Descendência
| Imagem | Nome                                              | Nascimento            | Morte                   | Notas                                                  |
| ------ | ------------------------------------------------- | --------------------- | ----------------------- | ------------------------------------------------------ |
|        | Alexandre Mountbatten, 1.º Marquês de Carisbrooke | 3 de novembro de 1886 | 23 de fevereiro de 1960 | Casou-se com Irene Denison, com descendência.          |
|        | Vitória Eugênia                                   | 24 de outubro de 1887 | 15 de abril de 1969     | Casou-se com Afonso XIII de Espanha, com descendência  |
|        | Leopoldo Mountbatten                              | 21 de maio de 1889    | 23 de abril de 1922     | Morreu de hemofilia. Não se casou                      |
|        | Maurício                                          | 3 de outubro de 1891  | 27 de outubro de 1914   | Morreu durante a Primeira Guerra Mundial. Não se casou |